# モザンビーク関係記事の一覧
モザンビーク関係記事の一覧（モザンビークかんけいきじのいちらん）は、モザンビーク関連記事を一覧にしたものである。独立前の関係記事も取り扱う。
- モザンビーク出身の人物についてはモザンビーク人の一覧を参照。

## 英数字・記号
- PIDE（英語版） - かつて同国地域に存在していた組織のひとつ。秘密警察である
- .mz -   国別コードトップレベルドメイン (ccTLD)

## あ行
- アフリカ
- アフリカ大陸
- アフリカ分割
- アフリカ連合
- イギリス連邦 - 1995年から加盟
- イスラム教
- 英語 - 主要都市で広く用いられている
- エスワティニ - 隣国のひとつ

## か行
- カーネーション革命 - 同国の独立の切っ掛けとなった出来事のひとつ
- ヴァスコ・ダ・ガマ
- キリスト教
- 後天性免疫不全症候群 - 同国においては深刻な問題のひとつとなっている
- 国際連合モザンビーク活動 - 英略称はONUMOZ
- コモロ - 近隣国のひとつ

## さ行
- サッカーモザンビーク代表
- サン人
- ザンビア - 隣国のひとつ
- ザンベジ川
- ジンバブエ - 隣国のひとつ

## た行
- タンザニア - 隣国のひとつ
- 中華人民共和国 - FRELIMOがこの国から援助を受けていた
- 徴兵制
- 天然ガス - 同国における産出物のひとつである
- 奴隷制 - 同国地域はポルトガルによりこの制度を強いられ続けていた歴史を持つ

## な行
- ニアサ湖 ⇒ マラウイ湖

## は行
- バントゥー系民族
- バントゥー語群
- 東アフリカ - アフリカ大陸のエリアのひとつ。同国はこのエリアに位置している
- ヒト免疫不全ウイルス
- ビンガ山
- ポルトガル - かつての宗主国
- ポルトガル系モザンビーク人
- ポルトガル語 - 同国の公用語とされている
- ポルトガル語公用語アフリカ諸国
- ポルトガル語諸国共同体
- ポルトガル領モザンビーク

## ま行
- マコンデ人
- マダガスカル - 近隣国のひとつ
- マプト - 首都
- マラウイ湖 - 同国ではニアサ湖と呼ばれている
- マラベンタ

- 南アフリカ共和国 - 隣国のひとつ。一時期は冷戦により敵対関係にあった
- メティカル - 同国の通貨

- モ・イブラヒム賞
- モザール

- モザンビーク海峡
- モザンビーク解放戦線 - 同国の政党のひとつ。英略称はFRELIMO

- モザンビーク人民共和国

- モザンビークチェス連盟（ポルトガル語版）
- モザンビーク独立戦争
- モザンビーク島

- モザンビーク内戦
- モザンビークにおけるLGBTの権利
- モザンビークの音楽
- モザンビークの国際関係
- モザンビークの在外公館の一覧
- モザンビークの州
- モザンビークの首相一覧
- モザンビークの世界遺産
- モザンビークの大統領一覧
- モザンビークの鉄道
- モザンビークの保護地域の一覧（英語版）
- モザンビークの野生生物（英語版）
- モザンビークの歴史
- モザンビーク民族抵抗運動 - 同国の政党のひとつ。元はポルトガル領時代に設立された秘密警察「PIDE」である

## ら行
- ルゾフォニア
- 冷戦
- ローデシア - かつて存在していた国家。同国とは敵対関係にあった

## わ行
- ンコマチ協定